# Loro Boriçi
Loro Boriçi, noto anche con il nome italianizzato Lorenzo Borici (Scutari, 4 agosto 1922 – Tirana, 25 aprile 1984), è stato un allenatore di calcio e calciatore albanese, di ruolo attaccante. È considerato uno dei più grandi giocatori albanesi.
Ha giocato principalmente per il Partizan Tirana (vincitore del titolo albanese nel 1949 e nel 1954 dove ha segnato 68 gol per loro) e il Vllaznia (vincitore del titolo albanese nel 1945). Boriçi è stato la riserva di Silvio Piola nella Serie A italiana con la Lazio.

## Carriera

### Giocatore
Dopo un'esperienza di 4 anni in patria al Vllaznia, nel 1941 arrivò in Italia, dove disputò due campionati con la maglia della Lazio, senza ottenere molta fortuna (19 partite, 4 reti totali). Leggenda del calcio nel suo paese (come Riza Lushta o Panajot Pano), è stato il capitano della Nazionale albanese che nel 1946 vinse la Coppa dei Balcani.

### Allenatore
Negli anni sessanta è stato allenatore dell'Albania e in suo onore è stato dato il nome dello Stadio di Scutari, impianto casalingo del Vllaznia, ex squadra di Boriçi. Successivamente ha maturato anche un'esperienza come commissario tecnico della Cina negli anni settanta.

## Palmarès

### Giocatore

#### Club
- Campionato albanese: 4

Vllaznia: 1945, 1946
Partizani Tirana: 1947, 1948

#### Nazionale
- Coppa dei Balcani per nazioni: 1

Albania: 1946

#### Individuale
- Capocannoniere della Coppa dei Balcani per nazioni: 1

1946
- Capocannoniere del campionato albanese: 1

1949 (12 gol)

### Allenatore

#### Competizioni nazionali
- Campionato albanese: 3

Partizani Tirana: 1962-1963, 1963-1964, 1970-1971
- Kupa e Shqipërisë: 4

Partizani Tirana: 1963-1964, 1965-1966, 1967-1968, 1969-1970

#### Competizioni internazionali
- Coppa dei Balcani per club: 1

Partizani Tirana: 1970